# Heinrich Mann

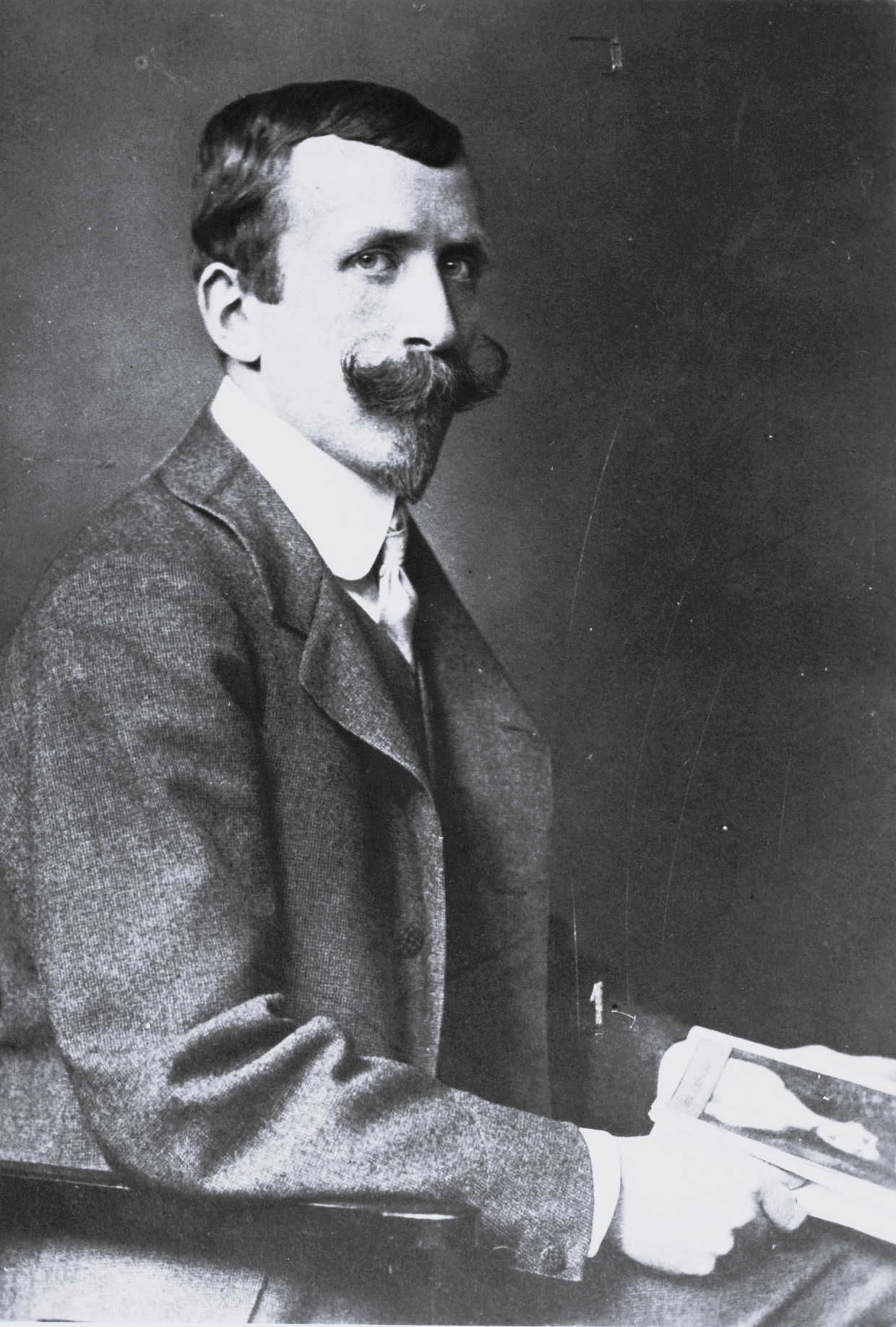
Heinrich Mann in seinen Münchner Jahren (1894–1899)

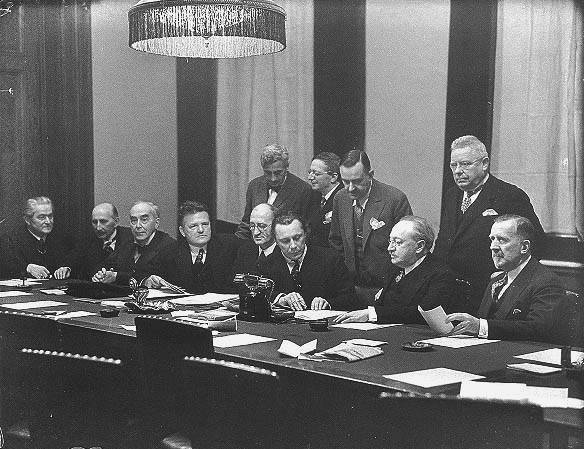
Heinrich Mann (ganz rechts, sitzend) – Preußische Akademie der Künste, 1929

Luiz Heinrich Mann (* 27. März 1871 in Lübeck; † 11. März 1950 in Santa Monica, Kalifornien) war ein deutscher Schriftsteller aus der Familie Mann. Er war der ältere Bruder von Thomas Mann, dessen Popularität seit den 1920er Jahren weiter zunahm und Heinrichs frühere Erfolge noch heute überstrahlt.
Ab 1930 war Mann Präsident der Sektion für Dichtkunst der Preußischen Akademie der Künste, aus der er 1933 nach der Machtergreifung der Nationalsozialisten ausgeschlossen wurde. Mann, der bis dahin meist in München gelebt hatte, emigrierte zunächst nach Frankreich, dann in die USA. Im Exil verfasste er zahlreiche Arbeiten, darunter viele antifaschistische Texte.
Seine Erzählkunst war vom französischen Roman des 19. Jahrhunderts geprägt. Seine Werke hatten oft gesellschaftskritische Intentionen; die Frühwerke sind oft beißende Satiren auf bürgerliche Scheinmoral, der Mann – inspiriert von Friedrich Nietzsche und Gabriele D’Annunzio – eine Welt der Schönheit und Kunst entgegensetzte.
Mann analysierte in den folgenden Werken die autoritären Strukturen des Deutschen Kaiserreichs im Zeitalter des Wilhelminismus. Resultat waren zunächst u. a. die Gesellschaftssatire Professor Unrat, aber auch drei Romane, die heute als die Kaiserreich-Trilogie (Der Untertan, Die Armen, Der Kopf) bekannt sind, deren erster Teil künstlerisch am meisten überzeugt. Im Exil verfasste er sein Hauptwerk, die Romane Die Jugend des Königs Henri Quatre und Die Vollendung des Königs Henri Quatre.
Sein erzählerisches Werk steht neben einer reichen Betätigung als Essayist und Publizist. Er tendierte schon sehr früh zur Demokratie, stellte sich von Beginn an dem Ersten Weltkrieg und frühzeitig dem Nationalsozialismus entgegen, dessen Anhänger Manns Werke 1933 öffentlich verbrannten.

## Leben

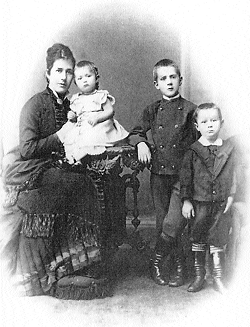
Julia Mann mit ihren drei ältesten Kindern. Von rechts: Thomas, Heinrich und Julia

Geburtshaus von Heinrich Mann, Breite Str. 52 in Lübeck

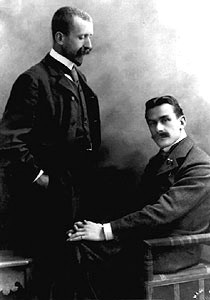
Heinrich (links) und Thomas Mann, Fotografie Atelier Elvira, München um 1902

Heinrich Mann wurde 1871 als erstes Kind des Lübecker Kaufmanns Thomas Johann Heinrich Mann und dessen brasilianisch-deutscher Ehefrau Julia da Silva-Bruhns geboren. Ihm folgten der Bruder Thomas (1875–1955), die Schwestern Julia (1877–1927) und Carla (1881–1910) sowie sein jüngster Bruder Viktor (1890–1949). Er wuchs in wohlhabenden Verhältnissen in Lübeck auf, wo sein Vater von 1877 bis zu seinem Tod 1891 Senator für Wirtschaft und Finanzen war.
Nachdem Heinrich Mann das Katharineum 1889 in der Unterprima verlassen hatte, begann er im Oktober eine Buchhandelslehre in Dresden, die er nach knapp einem Jahr abbrach. Von August 1890 bis 1892 volontierte er beim S. Fischer Verlag in Berlin. Zugleich betrieb er Studien an der Friedrich-Wilhelms-Universität. 1892 erlitt er eine Lungenblutung und hielt sich deswegen in Wiesbaden, im Schwarzwald (August 1892) und Lausanne zur Kur auf.
1893 zog die Familie nach München. Von dort aus unternahm Heinrich Mann mehrere Reisen, nachdem er 1884 bereits Sankt Petersburg besucht hatte. Von 1899 bis zum Beginn des Ersten Weltkrieges hielt er sich an verschiedenen Orten auf, so etwa – zeitweise auch in Begleitung seines Bruders Thomas – länger in der Kleinstadt Palestrina in der Nähe von Rom, vorwiegend aber in Riva del Garda am Gardasee im Sanatorium des mit ihm befreundeten Arztes Christoph Hartung von Hartungen.
Sein bekanntes Werk Professor Unrat oder das Ende eines Tyrannen entstand 1904 und erschien ein Jahr später. In Manns Heimatstadt Lübeck wurde das Buch totgeschwiegen oder kritisiert; es herrschte faktisch ein Verbot des Werkes. Durch die zahlreichen Übersetzungen und die Verfilmung 1930 unter dem Titel Der blaue Engel erlangte Professor Unrat Weltruhm.
1910 starb die jüngste Schwester, Carla, durch Suizid, ein Verlust, über den Heinrich Mann nur schwer hinwegkam. 1914 heiratete er die Prager Schauspielerin Maria Kanová. Wohnsitz wurde erneut München. Die gemeinsame Tochter Leonie Mann (1916–1986) blieb das einzige Kind Heinrich Manns.
Nach Erscheinen von Thomas Manns Gedanken im Kriege (1914), in denen dieser sich deutschnational äußerte, brach Heinrich Mann den Kontakt zu seinem Bruder ab; Heinrich Mann stand eher der Sozialdemokratie nahe und lehnte die Teilnahme Deutschlands am Ersten Weltkrieg grundsätzlich ab. 1917 wurde auf Betreiben von Thomas Manns Ehefrau Katia eine Annäherung versucht, doch erst 1922 gelang die Versöhnung.
Nach Kriegsende erschien sein erfolgreichstes Werk Der Untertan, dessen Vorabdruck in der illustrierten Wochenschrift Zeit im Bild bei Kriegsbeginn 1914 hatte abgebrochen werden müssen. Es wurde in den ersten Monaten nach Erscheinen fast einhunderttausendmal verkauft. In der Weimarer Republik beteiligte sich Heinrich Mann an der von Kurt Hiller gegründeten expressionistischen pazifistisch-sozialistischen Bewegung Aktivismus und an der von Henri Barbusse und Romain Rolland gegründeten Clarté-Bewegung.
1923 starb seine Mutter, 1927 nahm sich seine Schwester Julia das Leben. Nach der Trennung von seiner ersten Ehefrau, auf die 1930 die Scheidung folgen sollte, zog Mann 1928 nach Berlin. Maria Kanová ging mit der gemeinsamen Tochter zurück nach Prag. Von 1942 bis 1945 war sie wegen ihrer jüdischen Abstammung im Konzentrationslager Theresienstadt interniert. Sie starb 1947 an den Folgen der Inhaftierung. Seine spätere Ehefrau Nelly Kröger lernte Heinrich Mann 1929 kennen.
1931 wurde Heinrich Mann Präsident der Sektion Dichtkunst der Preußischen Akademie der Künste, in der er seit 1926 Mitglied war. Im selben Jahr machten er und Albert Einstein in einem offenen Brief an die New York Times auf die Ermordung des kroatischen Intellektuellen Milan Šufflay aufmerksam.

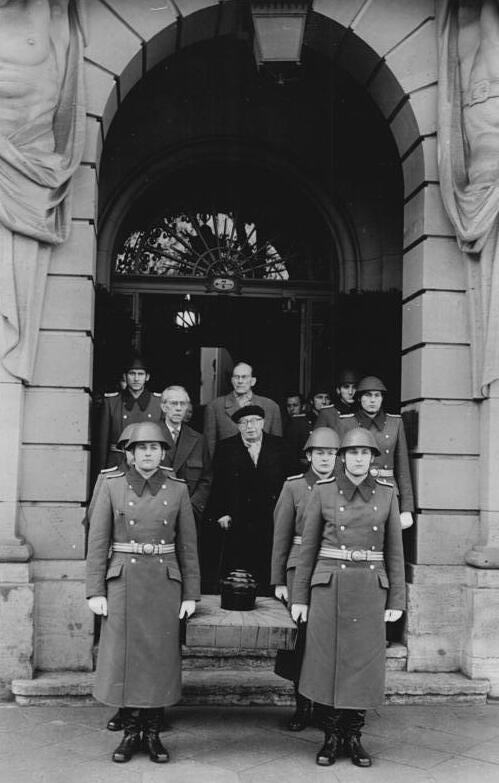
Beisetzung der Urne mit Heinrich Manns Asche, Berlin, 1961

Gemeinsam mit Käthe Kollwitz und Albert Einstein unterzeichnete er zweimal, 1932 und 1933, den Dringenden Appell zur Aktionseinheit der Kommunistischen Partei Deutschlands und der Sozialdemokratischen Partei Deutschlands gegen die Nationalsozialisten. Er verließ Deutschland 1933 kurz vor dem Reichstagsbrand im Februar und emigrierte über Sanary-sur-Mer nach Nizza, wo er bis 1940 seinen Wohnsitz hatte. Wegen seiner nochmaligen Unterzeichnung des Dringenden Appells am 14. Februar 1933 schlossen ihn die Nationalsozialisten aus der Akademie der Künste aus, und im August 1933 wurde ihm die deutsche Staatsbürgerschaft aberkannt; Mann stand auf der Ersten Ausbürgerungsliste des Deutschen Reichs von 1933.

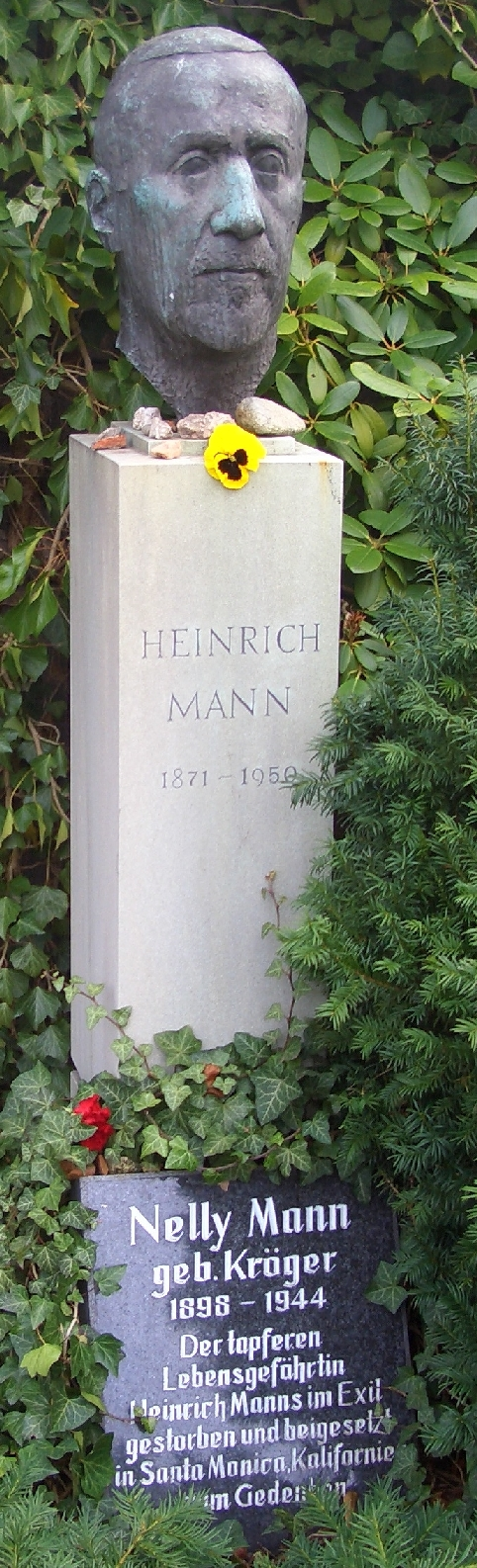
Grab Heinrich Manns, Dorotheenstädtischer Friedhof, Berlin

Von 1935 bis 1938 verfasste er den zweibändigen historischen Roman Die Jugend des Königs Henri Quatre  und Die Vollendung des Königs Henri Quatre. 1936 erhielt er die tschechoslowakische Staatsbürgerschaft. Während der Emigration wurde Mann Vorsitzender des Vorbereitenden Ausschusses der deutschen Volksfront (Lutetia-Kreis) und Mitherausgeber der Deutschen Informationen.
1939 heirateten Nelly Kröger und Heinrich Mann. Beide flohen mit seinem Neffen Golo Mann und dem Ehepaar Werfel 1940 über Spanien und Portugal in die USA. Das Land seines Exils und dessen Kultur blieben ihm fremd; sein Bruder Thomas musste ihn finanziell unterstützen. Im Dezember 1944 nahm sich seine zweite Frau, die unter schweren Alkoholproblemen gelitten hatte, das Leben.
1949 wurde Heinrich Mann zum Präsidenten der Deutschen Akademie der Künste in Ost-Berlin gewählt. Als tschechoslowakischer Staatsbürger starb er 1950 noch vor der geplanten Rückkehr nach Deutschland in Santa Monica (in der Nähe, in Pacific Palisades, lebte auch sein Bruder Thomas mit Familie); und dort wurde er begraben. 1961 wurde seine Urne in die DDR überführt und auf dem Dorotheenstädtischen Friedhof in Ost-Berlin beigesetzt. Die Grabstätte gehört zu den Ehrengräbern des Landes Berlin.
Nach ihm wurde der Heinrich-Mann-Preis benannt.

## Literarisches Werk

### Werdegang
Ab 1885 veröffentlichte Heinrich Mann erste Erzählungen und ab 1887 auch poetische Texte. 1891 erschienen erste Rezensionen in Die Gesellschaft und 1892 auch in Die Gegenwart.
Sein erster Roman In einer Familie wurde 1894 veröffentlicht. Von März 1895 bis Juli 1896 war Heinrich Mann als Herausgeber der chauvinistischen und fanatisch antisemitischen Monatsschrift Das zwanzigste Jahrhundert tätig. Im Jahr 1897 erschien Das Wunderbare und andere Novellen und im Folgejahr Ein Verbrechen und andere Geschichten.
Zur Zeit des wilhelminischen Kaiserreiches entstanden politische und kulturkritische – zum Teil auch antisemitische – Essays, so 1900 Im Schlaraffenland. Ein Roman unter feinen Leuten, 1903 Die Göttinnen oder Die drei Romane der Herzogin von Assy und der Roman Die Jagd nach Liebe. 1905 folgte der Roman Professor Unrat oder das Ende eines Tyrannen und weitere Veröffentlichungen.
In den Jahren 1910 bis 1913 wurden in Berlin alljährlich Schauspiele Heinrich Manns uraufgeführt.
An dem Roman Der Untertan arbeitete Heinrich Mann seit 1906 (erste Notate), ab Ende 1911 erfolgte die Niederschrift. Der Vorabdruck in der Münchener Wochenschrift Zeit im Bild (ab Januar 1914) fiel der (Verlags-)Zensur zum Opfer und wurde mit Beginn des Ersten Weltkrieges abgebrochen. Das Werk erschien 1915 zuerst auf Russisch und dann 1916 als Privatdruck in wenigen Exemplaren in deutscher Sprache. Erst nach Kriegsende 1918 wurde der Roman in nennenswerter Auflage in Deutschland veröffentlicht.

### Einzelwerke
In den frühen Romanen Die Göttinnen oder Die drei Romane der Herzogin von Assy und Die kleine Stadt verarbeitete Heinrich Mann Eindrücke, die er durch seinen gemeinsam mit seinem Bruder Thomas verbrachten längeren Aufenthalt in Italien, insbesondere die zahlreichen Aufenthalte in Riva am Gardasee, gewonnen hatte. Die kleine Stadt schildert die Verhältnisse in einer italienischen Kleinstadt. Die Göttinnen oder Die drei Romane der Herzogin von Assy wurden zum Roman einer ganzen Generation: Gottfried Benn, René Schickele und Otto Flake waren begeistert. „Es sind die Abentheuer einer großen Dame aus Dalmatien. Im ersten Theile glüht sie vor Freiheitssehnen, im zweiten vor Kunstempfinden, im dritten vor Brunst. Sie ist bemerkenswerther Weise ein Mensch und wird ernst genommen; die meisten übrigen Figuren sind lustige Thiere wie im ‚Schlaraffenland‘. Die Handlung ist bewegt, sie erstreckt sich auf Zara, Paris, Wien, Rom, Venedig, Neapel. Wenn Alles gelingt, wird der 1. Theil exotisch bunt, der 2te kunsttrunken, der 3te obscön und bitter.“ (Heinrich Mann an seinen Verleger Albert Langen am 2. Dezember 1900)
Die Romane Professor Unrat oder das Ende eines Tyrannen (1905) und Der Untertan (1918) sind von ganz anderer Art. In diesen Werken übte er in pointierten, zuweilen belustigenden Formulierungen scharfe Kritik an den politischen und sittlichen Verhältnissen im wilhelminischen Deutschland, an der Servilität des deutschen Bürgertums und an der sozialen Ungerechtigkeit dieser Zeit. Die moralische Entrüstung über die, wie er empfand, „heuchlerische Wohlanständigkeit“ seiner Zeit- und Standesgenossen, ihren „dumpfen Nationalismus“ und ihre „rücksichtslose Ausbeutung“ der arbeitenden Bevölkerung war auch das Thema vieler seiner Erzählungen. Der „Opportunismus von Gewerkschaftsfunktionären und Sozialdemokraten“, deren Fixierung auf eine rein materielle Besserung der Arbeiterlage über Forderungen nach mehr Freiheit stehe, wird ebenso schonungslos kritisiert, wie der in seinen Augen „Ungeist der Bourgeoisie“, der er sich selbst zugehörig fühlte und zu deren „positiven Werten, Leistungs- und Bildungswillen“ er sich auch bekannte.
Die beiden Bände Die Jugend des Königs Henri Quatre von 1935 und Die Vollendung des Königs Henri Quatre von 1938 gelten als Heinrich Manns bedeutendstes Werk. Die ersten Pläne gehen auf das Jahr 1925 zurück (Wysling / Schmidlin 1994). Thomas Manns Kommentar: „Beendete abends Heinrich Henri IV., ein seltenes Buch, alles weit überragend [,] was heute in Deutschland hervorgebracht wird, großer Reichtum und Beweglichkeit der künstlerischen Mittel, das Geschichtsgefühl gehoben und vertieft durchs Gegenwärtige und oft allzu sehr darauf zugespitzt, stark und ermutigend in der schneidenden geistig-moralischen Verachtung menschlicher Verirrung und Dummheit, ergreifende dichterische Momente wie der Tod und die Amme und die letzt Schlacht. Großer Gesamteindruck: ein Werk, das den Emigranten-Verlag und die ganze Emigration ehrt und nach Wendung der Dinge in Deutschland zu hohen Ehren aufsteigen wird.“
Essayistische Texte (Auswahl): Gustave Flaubert und George Sand (1905/1906), Geist und Tat (1910), Zola (1915, Inselbuch IB 708, löste einen Bruderzwist aus und veranlasste Thomas Mann, die Betrachtungen eines Unpolitischen zu schreiben), Macht und Mensch (1919), Diktatur der Vernunft (1923), Geist und Tat (Essay-Sammlung, 1931), Der Haß (1933), Mut (1939). Heinrich Mann schrieb auch für die deutschsprachige ungarische Zeitung Pester Lloyd in den 1930er Jahren zahlreiche Beiträge. Im Gegensatz zu Thomas Mann publizierte er in Klaus Manns literarisch-politischer Zeitschrift Die Sammlung.

### Nachlass
Heinrich Manns umfangreicher Nachlass sowie seine 4.700 Bände umfassende Nachlassbibliothek befinden sich im Literaturarchiv der Akademie der Künste. Der Bestand enthält u. a. die vollständigen Manuskripte der Romane In einer Familie, Zwischen den Rassen, Die kleine Stadt, Der Untertan, Die Armen, Der Kopf, Der Atem, ebenso Werknotizen und Briefe. Ein Teilnachlass liegt im Deutschen Literaturarchiv Marbach. Einzelne Stücke davon sind im Literaturmuseum der Moderne in Marbach in der Dauerausstellung zu sehen, insbesondere seine Stichwortsammlung zu Der Untertan, der Brief Versuch einer Versöhnung an seinen Bruder Thomas Mann sowie Pläne zu seinen Memoiren Ein Zeitalter wird besichtigt. Der Teilnachlass aus Heinrich Manns Zeit im kalifornischen Exil liegt in der Feuchtwanger Memorial Library an der University of Southern California in Los Angeles. Der Teilnachlass beinhaltet Manns Manuskript für seinen Henri IV sowie zahlreiche Illustrationen, die er im Exil anfertigte. Weitere Teilnachlässe liegen sowohl im Museum für Tschechische Literatur in Prag als auch im Buddenbrookhaus in Lübeck. Im Literaturarchiv der Akademie der Künste (Berlin) wird unter der Leitung von Gabriele Radecke in dem transnationalen Kooperationsprojekt Heinrich Mann DIGITAL ein Online-Portal entwickelt, das den weltweit verstreuten Nachlass Heinrich Manns erstmals zusammenführt.

## Darstellung Manns in der bildenden Kunst (unvollständig)
- Erich Büttner: Porträt Heinrich Mann (Kupferstich)[15]
- Harald Hakenbeck: Heinrich Mann (Lithografie, 23 × 34 cm, 1971)[16]
- Eva Herrmann: Heinrich Mann (Porträt-Karikatur, Zeichnung, 1930)[17]
- Max Liebermann: Bildnis Heinrich Mann (Radierung um 1928)[18]
- Arno Mohr: Heinrich Mann (Radierung, 1955)[19]
- Max Oppenheimer: Heinrich Mann (um 1927)[20]
- Gustav Seitz: Heinrich Mann (Porträtplastik, 1951)[21]

## Werke

### Einzelausgaben
- Haltlos. 1891.
- In einer Familie. 1894.
- Das Wunderbare und andere Novellen. 1897.[22]
- Ein Verbrechen und andere Geschichten. Novellen. 1898.
- Im Schlaraffenland. 1900.
- Die Göttinnen oder Die drei Romane der Herzogin von Assy. 1903 (Trilogie).
- Die Jagd nach Liebe. 1903.
- Flöten und Dolche. Novellen. 1905.
- Pippo Spano. Novelle. 1904.
- Professor Unrat oder Das Ende eines Tyrannen. 1905 (auch Der Blaue Engel).
- Stürmische Morgen. Novellen. 1906.
- Mnais und Ginevra. 1906.
- Zwischen den Rassen. 1907.
- Die kleine Stadt. 1909.
- Das Herz. Novellen. 1910.
- Die Unschuldige. 1910.
- Geist und Tat. Essays. 1910–1918.
- Die Rückkehr vom Hades. Novellen. 1911.
- Die große Liebe. 1912.
- Madame Legros. 1913.
- Bunte Gesellschaft. Novellen. 1917.
- Brabach. 1917.
- Die Armen. (2. Teil der Kaiserreich-Trilogie) Kurt Wolff, Leipzig 1917 (Buchgestaltung Käthe Kollwitz).
- Der Untertan. (1. Teil der Kaiserreich-Trilogie) 1918.
- Der Weg zur Macht. 1919.[23]
- Die Ehrgeizige. Novelle. 1920.
- Die Tote und andere Novellen. O. C. Recht, München 1921.
- Diktatur der Vernunft. Verlag Die Schmiede, Berlin 1923.
- Abrechnungen. Sieben Novellen. 1924.
- Der Jüngling. Novellen. 1924.
- Vereinigte Staaten von Europa. 1924.
- Der Kopf. (3. Teil der Kaiserreich-Trilogie) Zsolnay, 1925.
- Mutter Marie. 1927.
- Eugénie oder Die Bürgerzeit. 1928.
- Sie sind jung. Novellen. 1929.
- Die große Sache. 1930.
- Ein ernstes Leben. 1932.
- Die Welt der Herzen. Novellen. 1932.
- Der Haß. Deutsche Zeitgeschichte. 1933 (→ Einband).
- als Mit-Herausgeber: Gegen die Phrase vom jüdischen Schädling. Amboss, Prag 1933.[24]
- Die Jugend des Königs Henri Quatre. 1935.
- Die Vollendung des Königs Henri Quatre. 1938.
- Lidice. 1942.
- Ein Zeitalter wird besichtigt. Memoiren. 1946.
- Die traurige Geschichte von Friedrich dem Großen. 1948 (Fragment zu einem aufklärerisch-historischen Dialogroman).
- Der Atem. 1949.
- Empfang bei der Welt. Roman. 1956 (postum).
- Briefwechsel mit Barthold Fles, 1942–1949. Herausgegeben von Madeleine Rietra. 1993.

### Werkausgaben
- Gesammelte Werke.  Cassirer, Berlin 1909. 4 Bände.
- Gesammelte Romane und Novellen. Kurt Wolff, Leipzig 1917. 10 Bände.
- Gesammelte Werke. Zsolnay, Berlin 1925–1932. 13 Bände.
- Ausgewählte Werke in Einzelausgaben. Aufbau, Berlin 1951–1962. 13 Bände.
- Gesammelte Werke in Einzelausgaben. Claassen, Hamburg 1958–1988. 18 Bände.
- Gesammelte Werke. Aufbau-Verlag, Berlin 1965–1988. Geplant waren 25 Bände, erschienen sind die Bände 1–18 (alle vollendeten Romane außer In einer Familie, sämtliche Novellen) und Band 24 (Ein Zeitalter wird besichtigt).
- Werkauswahl in zehn Bänden. Claassen, Düsseldorf 1976.
- Studienausgabe in Einzelbänden. Fischer TB, Frankfurt am Main 1986 bis 2015.  29 Bände.
- Gesammelte Werke in Einzelbänden. S. Fischer, Frankfurt am Main 1994 bis 2006. 11 Bände.
- Essays und Publizistik. Kritische Gesamtausgabe. Herausgegeben von Wolfgang Klein, Anne Flierl und Volker Riedel. Aisthesis, Bielefeld 2009 ff.
  1. Band: Mai 1889 bis August 1904. 2013, ISBN 978-3-89528-935-4.
  2. Band: Oktober 1904 – Oktober 1918. 2012, ISBN 978-3-89528-758-9.
  3. Band: November 1918 – 1925 (in 2 Teilbänden). 2015, ISBN 978-3-89528-983-5.
  4. Band: 1926 – 1929 (in 2 Teilbänden). 2018, ISBN 978-3-8498-1245-4.
  5. Band: 1930 bis Februar 1933. 2009, ISBN 978-3-89528-723-7.
  6. Band: Februar 1933 bis 1935 (in 2 Teilbänden). 2009, ISBN 978-3-89528-724-4.
  7. Band: 1936 – 1937. 2020, ISBN 978-3-8498-1548-6.

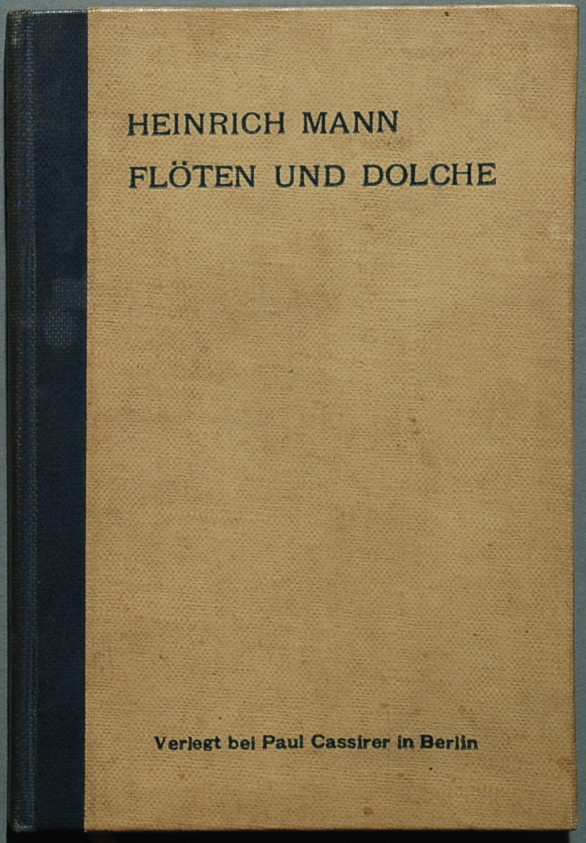
Flöten und Dolche (Erstausgabe 1905)
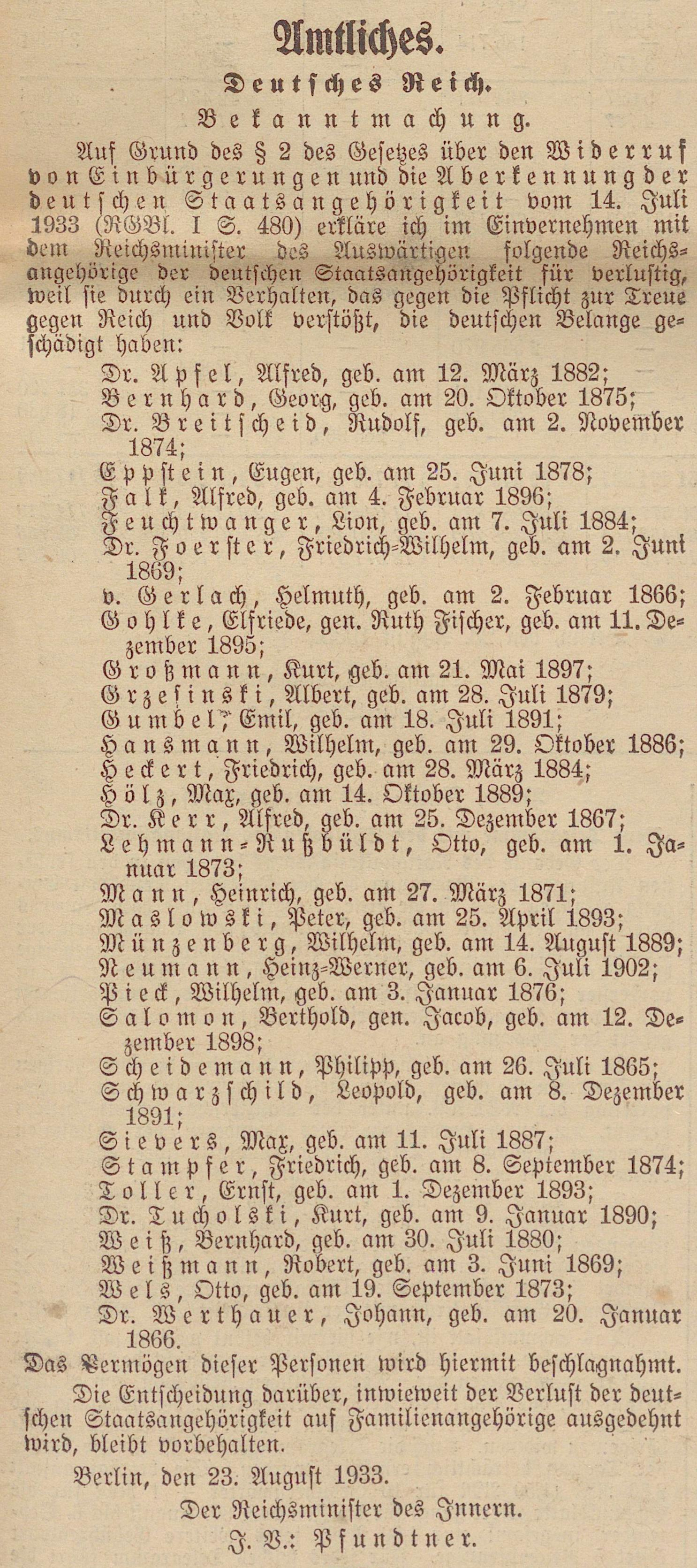
Heinrich Mann wurde bereits auf der ersten Ausbürgerungsliste vom 25. August 1933 nach der NS-Machtübernahme aufgelistet
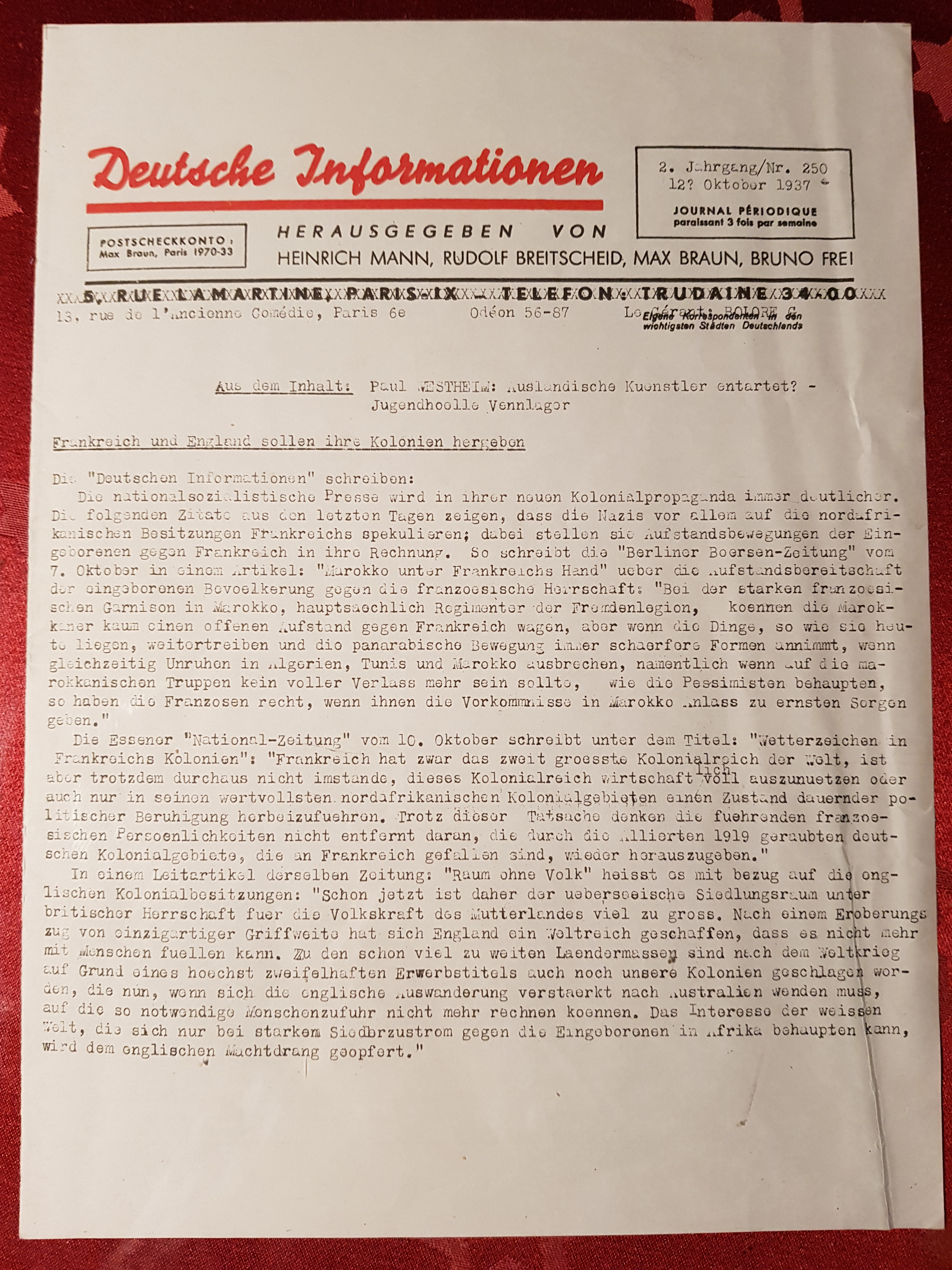
Seite 1 der Deutsche Informationen Nr. 250 vom 12. Oktober 1937. Berichtet wird hier über die in der nationalsozialistischen Presse erhobene Forderung nach Herausgabe der Kolonien Frankreichs und Englands

### Bibliografien
- Edith Zenker: Heinrich-Mann-Bibliographie. Werke.  Aufbau-Verlag, Berlin [u. a.] 1967.
- Brigitte Nestler: Heinrich-Mann-Bibliographie (ersetzt die Bibliografie von E. Zenker).
  1. Band: Das Werk. Cicero-Presse, Morsum/Sylt 2000, ISBN 3-89120-019-6.
  2. Band: Das Werk. Cicero-Presse, Garding-Kirchspiel 2008, ISBN 978-3-89120-020-9.
  3. Band: Sekundärliteratur 1894–1950. Aisthesis-Verlag, Bielefeld 2015, ISBN 978-3-8498-1081-8.
- Peter-Paul Schneider, Rudolf Wolff: Bibliographie der Primär- und Sekundärliteratur (Auswahl, Stand: Mitte 1986). In: Rudolf Wolff (Hrsg.): Heinrich Mann. Das essayistische Werk. (= Sammlung Profile. Band 24). Bouvier, Bonn 1986, S. 138–171.

### Untersuchungen und Biografien
- Reinhard Alter: Die bereinigte Moderne. Heinrich Manns „Untertan“ und politische Publizistik in der Kontinuität der deutschen Geschichte zwischen Kaiserreich und Drittem Reich. Niemeyer, Tübingen 1995, ISBN 3-484-35049-0.
- Ekkehard Blattmann: Heinrich Mann - Die Bildvorlagen zum Henri Quatre-Roman. Peter Lang, Internationaler Verlag der Wissenschaften, 1997, ISBN 3-631-45932-7.
- Hui-Chun Cheng: Das Gesellschaftsbild in Heinrich Manns frühen Romanen: Im Schlaraffenland, Professor Unrat und Die kleine Stadt. 2010, Dissertation (PDF; 1,4 MB).
- Walter Delabar, Walter Fähnders (Hrsg.): Heinrich Mann 1871–1950 (= Reihe: Memoria. 4). Weidler, Berlin 2005, ISBN 3-89693-437-6.
- Volker Ebersbach: Heinrich Mann: Leben, Werk, Wirken. (= Reclams Universal-Bibliothek. Bd. 754). Leipzig 1978 und 1982. Röderberg-Verlag, Frankfurt am Main 1978, ISBN 3-87682-442-7.
- Christine Fischer-Defoy (Hrsg.): Heinrich Mann. „Auch ich kam aus Deutschland …“ Das private Adressbuch 1926–1940. Koehler & Amelang, Leipzig 2007, ISBN 978-3-7338-0354-4.
- Manfred Flügge: Heinrich Mann. Eine Biographie. Rowohlt, Reinbek 2006, ISBN 3-498-02089-7.
- Manfred Flügge: Traumland und Zuflucht – Heinrich Mann in Frankreich. (= insel taschenbuch. Band 4254). Insel Verlag, Frankfurt am Main 2013, ISBN 978-3-458-35954-8.
- Ernst Hauswedell: Heinrich Mann: Briefe an Ludwig Ewers. Aufbau, Berlin 1980.
- Rudolf Leonhard: Das Werk Heinrich Manns.
- Willi Jasper: Die Jagd nach Liebe – Heinrich Mann und die Frauen. S. Fischer, Frankfurt am Main 2007, ISBN 978-3-10-036720-4.
- Dirk Kemper: Heinrich Mann und Walter Ulbricht. Das Scheitern der Volksfront. Briefwechsel und Materialien. Fink, München 2012, ISBN 978-3-7705-5350-1.
- Martin Mauthner: German Writers in French Exile, 1933–1940. Vallentine Mitchell, London 2007, ISBN 978-0-85303-540-4.
- Uwe Naumann, Thomas Sprecher: Thomas und Heinrich Mann im Spiegel der Karikatur. digitale-sammlungen.de.
- Stefan Ringel: Heinrich Mann. Ein Leben wird besichtigt. Darmstadt 2000, ISBN 3-7466-1801-0.
- Günther Rüther: Heinrich Mann. Ein politischer Träumer. Marix Verlag, Wiesbaden 2020, ISBN 978-3-7374-1156-1.
- Klaus Schröter: Mann, Heinrich. In: Neue Deutsche Biographie (NDB). Band 16, Duncker & Humblot, Berlin 1990, ISBN 3-428-00197-4, S. 39–43 (Digitalisat).
- Ralf Siebert: „Im Schlaraffenland“, „Professor Unrat“, „Der Untertan“. Studien zur Theorie des Satirischen und zur satirischen Kommunikation im 20. Jahrhundert. Carl Böschen Verlag, Siegen 1999, ISBN 3-932212-17-7.
- Peter Stein: Heinrich Mann. (= Sammlung Metzler. Band 340). Metzler, Stuttgart 2002, ISBN 3-476-10340-4.
- Peter Stein: Literatur und öffentliches Leben. Heinrich Manns Weg in die Moderne. Königshausen & Neumann, Würzburg 2020, ISBN 978-3-8260-6969-7.
- Michael Stübbe: Die Manns; Genealogie einer deutschen Schriftstellerfamilie. Degener, Insingen 2004, ISBN 3-7686-5189-4.
- Rolf Thiede: Stereotypen vom Juden. Die frühen Schriften von Heinrich und Thomas Mann – zum antisemitischen Diskurs der Moderne und dem Versuch seiner Überwindung. Metropol, Berlin 1998, ISBN 3-926893-35-4.
- Renate Werner: Skeptizismus, Ästhetizismus, Aktivismus: Der frühe Heinrich Mann. Verlag für Sozialwissenschaften, Düsseldorf 1972, ISBN 3-571-09286-4.
- Hans Wißkirchen: Zeit der Magier. Heinrich und Thomas Mann 1871–1955. S. Fischer, Frankfurt am Main 2025, ISBN 978-3-10-397666-3.

## Roman
- Evelyn Juers: House of Exile. Penguin, 2008.

## Ausstellungen (unvollständig)
- 1951: Berlin, Deutsches Historisches Museum (Gedenkausstellung. Aus dem Lebenswerk des Dichters Heinrich Mann zu seinem 80. Geburtstag.)[25]

- 1971: Berlin, Berliner Stadtbibliothek[26]
- Heinrich Mann digital - Leben, Werk, Nachlass. Eine transnationale Rekonstruktion. Virtuelle Ausstellung von Gabriele Radecke, Christina Möller, Katrin von Boltenstern und Christian Stampfl.

## Filmografie

### Verfilmungen
- 1930: Der blaue Engel (nach Professor Unrat) – Regie: Josef von Sternberg (mit Marlene Dietrich und Emil Jannings)
- 1951: Der Untertan – Regie: Wolfgang Staudte (mit Werner Peters als Diederich Heßling)
- 1959: Der blaue Engel (The Blue Angel) (nach Professor Unrat) – Regie: Edward Dmytryk (mit Curd Jürgens als Professor Rath)
- 1973: Anjo Loiro – (brasilianische Version von Professor Unrat)
- 1975: Im Schlaraffenland – Regie: Kurt Jung-Alsen
- 1977: Die Verführbaren (nach dem Roman Ein ernstes Leben) – Regie: Helmut Schiemann (mit Gisela May)
- 1977: Belcanto oder Darf eine Nutte schluchzen?  (nach Empfang bei der Welt) – Regie: Robert van Ackeren
- 1979: Heinrich, der gute König / Le Roi qui vient du sud (deutsch-französischer TV-Mehrteiler nach Henri IV.) – Regie: Marcel Camus, Heinrich Schirk
- 1981: Suturp – Eine Liebesgeschichte – Regie: Gerd Keil
- 1981: Im Schlaraffenland – Regie: Fritz Umgelter, Darsteller: Bernhard Wicki, Barbara Rütting
- 1983: Die traurige Geschichte von Friedrich dem Großen (TV-Aufzeichnung einer Inszenierung von Alexander Lang)
- 1985: Varieté – Regie: Martin Eckermann, TV-Spiel mit Jenny Gröllmann
- 1992: Endstation Harembar – Regie: Rainer Wolffhardt, TV-Spiel
- 2010: Henri 4 –  Regie: Jo Baier

### Filmbiografien
- 1992: Tales from Hollywood – Regie: Howard Davies (TV-Film)[27] mit Alec Guinness als Heinrich Mann (und Sinéad Cusack als Nelly Kröger, Robin Bailey als Thomas Mann, Barbara New als Katia Mann, Jack Shepherd als Bertolt Brecht, Lynn Farleigh als Helene Weigel, Ian Thompson als Lion Feuchtwanger und Jeremy Irons als Ödön von Horváth).
- 2001: Die Manns – Ein Jahrhundertroman – Regie: Heinrich Breloer (mit Armin Mueller-Stahl als Thomas Mann; Jürgen Hentsch als Heinrich Mann und Monica Bleibtreu als Katia Mann)
- 2011: Lieber verehrter Onkel Heinrich – Auf den Spuren von Klaus und Heinrich Mann, Dokumentarfilm von Thomas Grimm, mit Inge Jens, Uwe Naumann, Zeitzeugen-TV, 45 min
- 2021: Heinrich Mann. Der unbekannte Rebell, Dokumentarfilm von Norbert Busè